# 4-정점 정리

곡선의 네 정점을 보여주는 타원(빨간색)과 그 축폐선 (파란색), 각 정점은 축폐선의 첨점에 해당한다.

기하학의 4-정점 정리(영어: Four-vertex theorem)는 단순하고 매끄러운 평면 폐곡선을 따르는 곡률이 적어도 4개의 극값 (구체적으로는 2개의 극솟값과 2개의 극댓값)을 갖는다고 말한다. 정리의 이름은 곡률 함수의 극점을 정점이라고 하는 것에서 파생된다. 이 정리에는 정점이 비틀림이 사라지는 곳으로 정의되는 공간 곡선에 대한 버전을 포함하여 많은 일반화가 있다.

## 정의와 예시
평면에서 매끄러운 곡선의 어떤 점에서의 곡률은 그 점에서의 원의 반지름의 역수 또는 곡선의 매개변수 표현의 이계도함수의 노름으로 정의될 수 있다. 매끄러운 곡선의 경우와 마찬가지로 {\displaystyle C^{2}}, 곡선의 정점이 잘 정의되려면 곡률 자체가 지속적으로 변해야 한다. 정점은 곡률의 극댓값 또는 극솟값이다. 곡선의 호에서 곡률이 일정하면 해당 호의 모든 점이 정점으로 간주된다. 4-정점 정리에 따르면 부드러운 폐곡선에는 항상 최소한 4개의 정점이 있다.
타원에는 정확히 4개의 정점이 있다. 타원의 장축과 교차하는 부분에 2개의 곡률의 극댓값과 보조 축과 교차하는 2개의 곡률의 극솟값이 있다. 원 에서 모든 점은 곡률의 극대값과 극소값이므로 무한히 많은 정점이 있다.
너비가 일정한 모든 곡선에는 최소한 6개의 정점이 있다. 뢸로 삼각형과 같은 많은 일정한 폭의 곡선이 매끄럽지 않거나 경계에 원형 호가 있지만 정확히 6개의 정점을 갖는 일정한 폭의 매끄러운 곡선이 있다.

## 역사
4 정점 정리는 1909년 샤마다스 무코파디야야(Syamadas Mukhopadhyaya)에 의해 볼록한 곡선 (엄밀한 양의 곡률을 갖는 곡선)에 대해 처음 증명되었다. 그의 증명은 곡선의 한 점이 곡선과 4차 접촉을 갖는 경우에만 곡률 함수의 극값이라는 사실을 활용했다. 일반적으로 접원은 곡선과 3차 접촉만 한다. 4 정점 정리는 1912년 Adolf Kneser가 투영 인수를 사용하여 보다 일반적인 곡선에 대해 증명했다.

## 증명
수년 동안 4 정점 정리의 증명은 어려웠지만 Osserman (1985)은 최소 둘러싸는 원의 아이디어를 기반으로 간단하고 개념적인 증명을 제공했다. 이것은 주어진 곡선을 포함하고 가능한 가장 작은 반지름을 갖는 원이다. 곡선에 원의 호가 포함되어 있으면 정점이 무한히 많다. 그렇지 않으면 곡선과 원이 최소한 두 점에서 접해야 한다. 더 적은 수의 점에서 곡선에 닿은 원이 곡선을 둘러싸는 동안 크기가 줄어들 수 있기 때문이다. 각 접선에서 곡선의 곡률은 원의 곡률보다 크다. 그렇지 않으면 곡선이 원 내부가 아닌 외부 접선에서 계속되기 때문이다. 그러나 각 쌍의 접선 사이에서 곡률은 원의 곡률보다 작아야 한다. 변환된 원과 곡선 사이의 접촉점. 따라서 접선의 각 쌍 사이에 극소 곡률이 있어 4개의 정점 중 2개가 제공된다. 다른 두 정점을 제공하는 극소값의 각 쌍(접점 지점일 필요는 없음) 사이에 극대 곡률이 있어야 한다.

## 역
4 정점 정리의 반대는 적어도 2개의 극대값과 2개의 극소값을 갖는 원의 연속 적인 실수 값 함수는 단순 폐평면 곡선의 곡률 함수라고 말한다. 역은 1971년 Herman Gluck에 의해 n-구체의 곡률을 미리 할당하는 일반 정리의 특수한 경우로 엄격한 양의 함수에 대해 증명되었다. 4 정점 정리에 대한 완전한 역은 Björn Dahlberg 에 의해 증명되었다. 1998년 1월 사망 직전에 출판되었으며 사후에 출판되었다. Dahlberg의 증명은 대수학의 기본 정리의 표준 위상 증명을 연상시키는 굴곡 수 인수를 사용한다.

## 역학에서의 적용
정리의 결과 중 하나는 중력이 작용하는 수평면에서 구르는 균질한 평면 디스크가 적어도 4개의 균형점을 갖는다는 것이다. 이것의 불연속 버전은 모노스테틱 다각형이 있을 수 없다는 것이다. 그러나 3차원에는 단정적 다면체가 존재하며 정확히 2개의 균형점(하나는 안정하고 다른 하나는 불안정)을 가진 볼록하고 균일한 물체인 Gömböc 도 존재한다.

타원에서의 4-정점 정리 그림

## 이산적 변형
볼록 및 비볼록 다각형 모두에 대해 4-정점 정리의 여러 이산 버전이 있다. 다음은 그 중 일부이다.
- (Bilinski) 적어도 4개의 정점이 있는 볼록 정다각형의 각도 시퀀스는 적어도 4개의 극값을 가진다.
- 최소 4개의 변이 있는 볼록한 등각다각형의 변 길이 시퀀스에는 최소 4개의 극값이 있다.
- (Musin) 정점이 4개 이상인 다각형의 연속된 정점 3개 주위에 외접하는 원은 다각형의 나머지 정점을 모두 포함하거나 내부에 정점이 하나도 없으면 '극단'이라고 한다. 이러한 볼록 다각형은 동일한 원에 4개의 정점이 없는 경우가 일반적이다. 그런 다음 최소 4개의 정점이 있는 모든 일반 볼록 다각형에는 최소 4개의 극단 원이 있다.
- (Legendre – Cauchy) 대응하는 변의 길이가 같은 두 개의 볼록 n - 각형은 대응하는 각도 차이의 순환 시퀀스에서 0 또는 최소 4개의 부호 변화를 갖는다.
- (알렉산드르 다닐로비치 알렉산드로프|AD Alexandrov) 대응하는 변이 평행하고 면적이 동일한 두 볼록 n - 각형은 대응하는 변의 길이 차이의 순환 시퀀스에서 0 또는 4 이상의 부호 변화를 갖는다.

이러한 변형 중 일부는 다른 것보다 더 강력하며, 모두 극한 인수에 의한 (보통의) 4 정점 정리를 암시한다.

## 공간 곡선에 대한 일반화
한 번 천공된 구체에서 평면으로의 입체 투영은 측지선 곡률의 임계점을 보존한다. 따라서 단순한 닫힌 구면 곡선에는 4개의 정점이 있다. 또한 구에서 곡선의 정점은 비틀림이 사라지는 지점에 해당한다. 따라서 공간 곡선의 경우 정점은 비틀림이 사라지는 지점으로 정의된다. 볼록한 물체의 경계에 있는 모든 단순 폐공간 곡선에는 4개의 정점이 있다. 이 정리는 국부적으로 볼록한 디스크를 묶는 모든 곡선으로 일반화될 수 있다.

## 같이 보기
- 야코비의 마지막 기하 명제
- 테니스 공 정리